# Brasilianische Kongregation

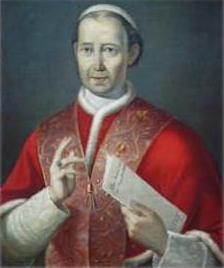
Papst Leo XII.

Die Brasilianische Kongregation (lat. Congregatio Brasiliensis Ordinis Sancti Benedicti) ist ein monastischer Klosterverband der Benediktiner. Sie gehört der Benediktinischen Konföderation an und umfasst über dreißig Klöster.

## Geschichte
Die ersten Benediktiner kamen 1581 nach Brasilien und gründeten im Anschluss die Abteien Saint Benoît in Salvador (Bahia), Rio de Janeiro, Paraiba do Norte und São Paulo. 1596 wurde eine separate Provinz gebildet. Sie blieben aber von Portugiesischen Benediktinerkongregation abhängig.
1624 wurden die Klöster Olinda und Paraiba von den Niederländern geplündert. Sebastião José de Carvalho e Melo, der von 1756 bis 1777 portugiesischer Premierminister war, und dessen Nachfolger erließen mehrere Verordnungen, die zum Niedergang des brasilianischen Mönchtums führten.
1822 wurden die brasilianischen Benediktinerklöster unabhängig und am 1. Juli 1827 wurde ihr Zusammenschluss von Papst Leo XII. formell als Brasilianische Benediktinerkongregation errichtet. 1889, als es nur noch 19 Mönche in 11 Klöstern gab, durften die Benediktiner wieder Novizen aufnehmen und erhielten maßgebliche personelle Unterstützung aus Europa durch Mönche der Beuroner Kongregation.
Im Jahr 2024 besteht die Kongregation aus 11 Männerklöstern mit insgesamt 165 Mönchen (inkl. Novizen, zeitliche Professen und Regularoblaten) und 16 Frauenklöstern mit insgesamt 256 Nonnen (inkl. Novizinnen, zeitliche Professen und Regularoblatinnen), also aus 27 Klöstern und 421 Religiosen.
Abtpräses der Brasilianischen Kongregation ist von 2002 bis 2011 und wieder seit 2021 Emanuel d'Able do Amaral, Erzabt von São Sebastião da Bahia.

## Zur Kongregation gehörige Klöster
(Rang des Klosters / Name (Patron) / Ort / Gründungsjahr / Anzahl der Mönche bzw. Nonnen und Oblaten)
- Erzabtei Saint-Benoît (Bahia) (1582) 31 Mönche und 105 Oblaten
  - Priorat Saint-Benoît de Pouso Alegre (1957) 7 Mönche, abhängig von der Erzabtei de Bahia
- Abtei Notre-Dame-de-Grâces de Belo Horizonte (1949) 41 Nonnen und 70 Oblaten
- Priorat Saint-Benoît de Brasilia (1987) 11 Mönche und 16 Oblaten
- Abtei Saint-Jean d’Abernéssia (Campos do Jordão) (1974) 28 Nonnen und 5 Oblaten
- Abtei de Caxambu (1973) 13 Nonnen und 16 Oblaten
- Priorat Saint-Benoît de Garanhuns (1940) 11 Mönche
- Abtei Notre-Dame-de-la-Paix d’Itapecerica da Serra (1974) 19 Nonnen und 2 Oblaten
- Priorat de Juazeiro do Norte (1982) 17 Nonnen und 3 Oblaten
- Abtei de la Sainte-Croix de Juiz de Fora (1960) 25 Nonnen und 33 Oblaten
  - Priorat de Rio Branco (1993) 4 Nonnen und 5 Oblaten, abhängig von Juiz de Fora
- Abtei d’Olinda (1586) 31 Mönche und 65 Oblaten
  - Kloster de Prazeres (1656) Montes Gurarapes 2 Mönche, abhängig von der Abtei d’Olinda
  - Priorat de la Visitation (Fortaleza) (1994) 4 Nonnen und 1 Oblate, abhängig von der Abtei in Olinda
  - Bruderschaft Deus conosco de João Pessoa (1970) 2 Nonnen, abhängig von der Abtei in Olinda
- Abtei Notre-Dame-du-Mont d’Olinda (1963) 28 Nonnen
- Abtei de Pundrópolis (1925) 35 Nonnen und 60 Oblaten
  - Priorat de Guajará-Mirim (1997) 5 Nonnen abhängig von Pundrópolis
- Abtei Saint-Benoît de Rio de Janeiro (1590) 40 Mönche und 190 Oblaten
  - Priorat Saint-Benoît de Mussurepe (Campos dos Goytacazes) (1700), abhängig von Rio de Janeiro
- Abtei de Salvador da Bahia (1977) 18 Nonnen und 25 Oblaten
  - Kloster Notre-Dame-de-Grâces (1586), abhängig von der Erzabtei de Bahia
  - Kloster Notre-Dame-de-Monserrat (1602), abhängig von der Erzabtei de Bahia
- Priorat de Santa Rosa (1979) 6 Nonnen und 1 Oblate
- Priorat de São Mateus (1994) 7 Nonnen und 21 Oblaten
- Abtei Sainte-Marie de São Paulo (1911) 21 Nonnen und 25 Oblaten
- Abtei Saint-Benoît de São Paulo (1598) 40 Mönche und 70 Oblaten
  - Kloster Saint-Benoît de Sorocaba (1660) 2 Mönche, abhängig von ND de l’Assomption de São Paulo
  - Kloster Saint-Benoît de Jundiaí (1668), abhängig von der Abtei Saint-Benoît de Sao Paulo
- Abtei Notre-Dame-de-Gloire d’Uberaba (1948), 17 Nonnen und 30 Oblaten